# Padang Panjang
Padang Panjang (parfois écrit Padangpanjang) est une ville d'Indonésie.

## Géographie
Située dans la fraîcheur des hauts plateaux de l'ouest de l'île de Sumatra, à l'intérieur de la capitale provinciale Padang, elle se trouve proche des volcans Marapi et Tandikat-Singgalang.
D'une superficie de 23 km², sa population est d'environ 40 000 habitants. Le nom de la ville signifie littéralement « grands domaines ».
La ville possède le statut de kota.

## Histoire

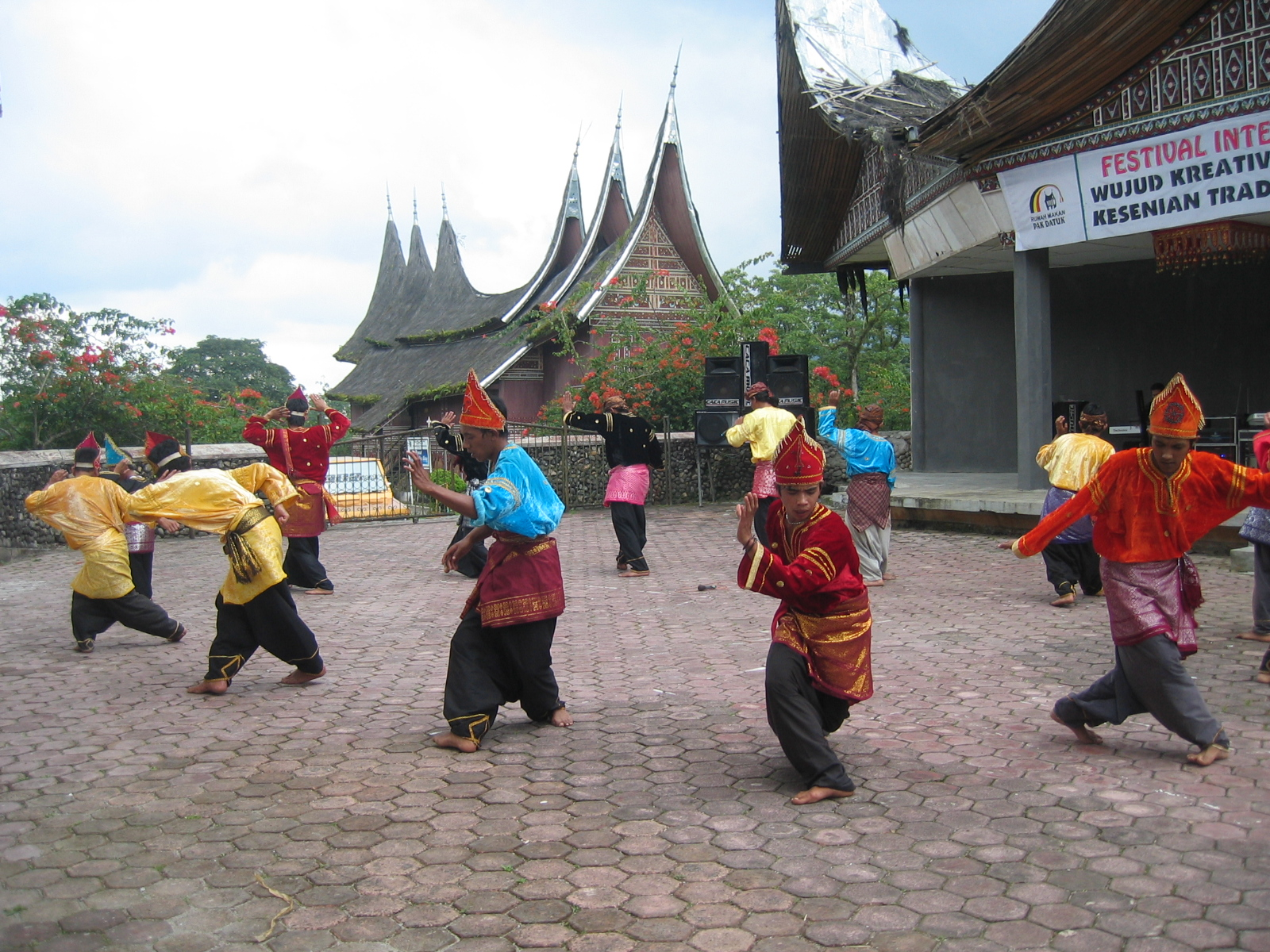
Randai à Padang Panjang.